# Baraúna (Paraíba)
Pour les articles homonymes, voir Baraúna.
Baraúna est une ville brésilienne du nord-est de l'État de la Paraíba.
Sa population était estimée à 3 864 habitants en 2007. La municipalité s'étend sur 51 km2.